# Lily Carter
Lily Carter (Yoncalla, Oregón; 15 de abril de 1990) es una actriz pornográfica estadounidense.

## Carrera
Entró a trabajar en la industria pornográfica a los 20 años y ha trabajado para diversos estudios, como Hustler, Digital Sin, Elegant Angel y Naughty America.
Su nombre artístico deriva de la actriz Lynda Carter.
En el año 2017 se retiró de la industria pornográfica para enfocarse en actividades profesionales y personales. 

## Premios
- 2010 – Premio CAVR – Debutante of the Year[2]
- 2012 – Premio AEBN VOD Award – Best Newcomer[3]
- 2012 – Premio del festival de cine underground de Los Ángeles – Best Actress – Wasteland[4]
- 2013 – Premio AVN – Best Actress – Wasteland[5]
- 2013 – Premio XBIZ – Best Actress (Feature Movie) – Wasteland[6]
- 2013 – Premio XBIZ – Best Scene (Feature Movie) – Wasteland (con Lily LaBeau, Mick Blue, Ramón Nomar, David Perry y Toni Ribas)[6]
- 2013 – Premio XRCO – Best Actress – Wasteland[7]
- 2013 – Premio XRCO – Cream Dream[7]
- 2013 – Premio XCritic Fans Choice – Best Actress: Feature – Wasteland[8]